# Viên giác kinh
Viên giác kinh (zh. 圓覺經, yuánjué-jīng; ja. engaku-kyō, ko. 원각경, Wongakgyeong; en. The Sutra of Perfect Enlightenment), tên đầy đủ là Đại phương quảng viên giác tu-đa-la liễu nghĩa kinh (sa. mahāvaipulyapūrṇa-buddhasūtra-prasannārtha-sūtra), là một bộ kinh quan trọng trong hệ thống tư tưởng Phật giáo Đại thừa và được Pháp sư Giác Cứu (sa. buddhatrāta; zh. 佛陀多羅; vi. Phật-đà-đa-la) dịch sang Hán văn vào năm 693. Theo Hòa thượng Thích Duy Lực, vì dịch giả là người nước Kế-tân và Hán Văn chưa thông thạo lắm nên trong bản dịch còn có chổ dịch tối nghĩa, khó hiểu.
Kinh này bao gồm 12 chương, mỗi chương lấy tên tương ứng với một trong 12 vị Đại bồ tát đến tham vấn với Phật Thích-ca-mâu-ni. Phần nội dung và kết thúc của mỗi chương bao gồm 12 lần hỏi đáp, trong đó đặc biệt nhất là hai chương mà Bồ Tát Văn Thù và Phổ Hiền được Đức Phật khai thị về sự viên mãn của giác ngộ (Viên giác). Xoay quanh các chương này là các cuộc tham vấn liên quan đến các vấn đề như nguồn gốc và bản chất của Vô minh, Đốn ngộ và Tiệm tu, bản thể Phật tính, phương pháp Thiền định... Những vấn đề này về sau cũng được làm rõ trong Đại thừa khởi tín luận.
Tên kinh này là "Viên giác", tức chỉ cho bản thể tự tính vốn viên mãn, đầy đủ công đức trí huệ, cùng khắp không gian và thời gian. Hơn nữa, hết thảy chúng sinh hữu tình đều có sẵn bản giác chân tâm, từ vô thủy đến nay thường tự vốn thanh tịnh, sáng rõ không mê mờ, rõ ràng thường biết. Nếu nói là thể thì đó là nhất tâm, nếu nói về nhân thì đó là Như Lai tạng (zh. 如來藏), nếu nói về quả thì đó là Viên Giác. Đại sư Khuê Phong Tông Mật trong tác phẩm Viên Giác Kinh Lược Sớ Tự Chú (zh. 圓覺經略疏序注) là luận giải về Kinh Viên Giác sớm nhất (thế kỷ thứ 9) có giải thích như sau:
"Muôn pháp không thật, do duyên gặp mà sinh ra, pháp sinh ra vốn không, hết thảy chỉ có biết, biết như huyễn mộng, chỉ là nhất tâm, tâm lặng mà biết, mắt thấy là Viên Giác." (萬法虛僞、緣會而生、生法本無、一切唯識、識如幻夢、但是一心、心寂而知、目之爲圓覺)
Kinh này có ảnh hưởng lớn đối với tư tưởng Thiền Tông và Hoa Nghiêm Tông. Đặc biệt là đối với chủ trương "Kiến Tính Khởi Tu" của Khuê Phong Tông Mật.